# Cittadella di Blaye
La Cittadella di Blaye (Citadelle de Blaye in lingua francese) è un complesso militare di 38 ha edificato nella seconda metà del XVII secolo ad opera dell'architetto militare François Ferry, su progetto e con la supervisione del Vauban. Dominante l'estuario della Gironda, essa si trova nel territorio del comune di Blaye, nella parte settentrionale del dipartimento della Gironda, in Aquitania (Francia). Esso forma un vasto complesso fortificato, circondato di muri di cortina, completati da quattro baluardi e da tre rivellini.

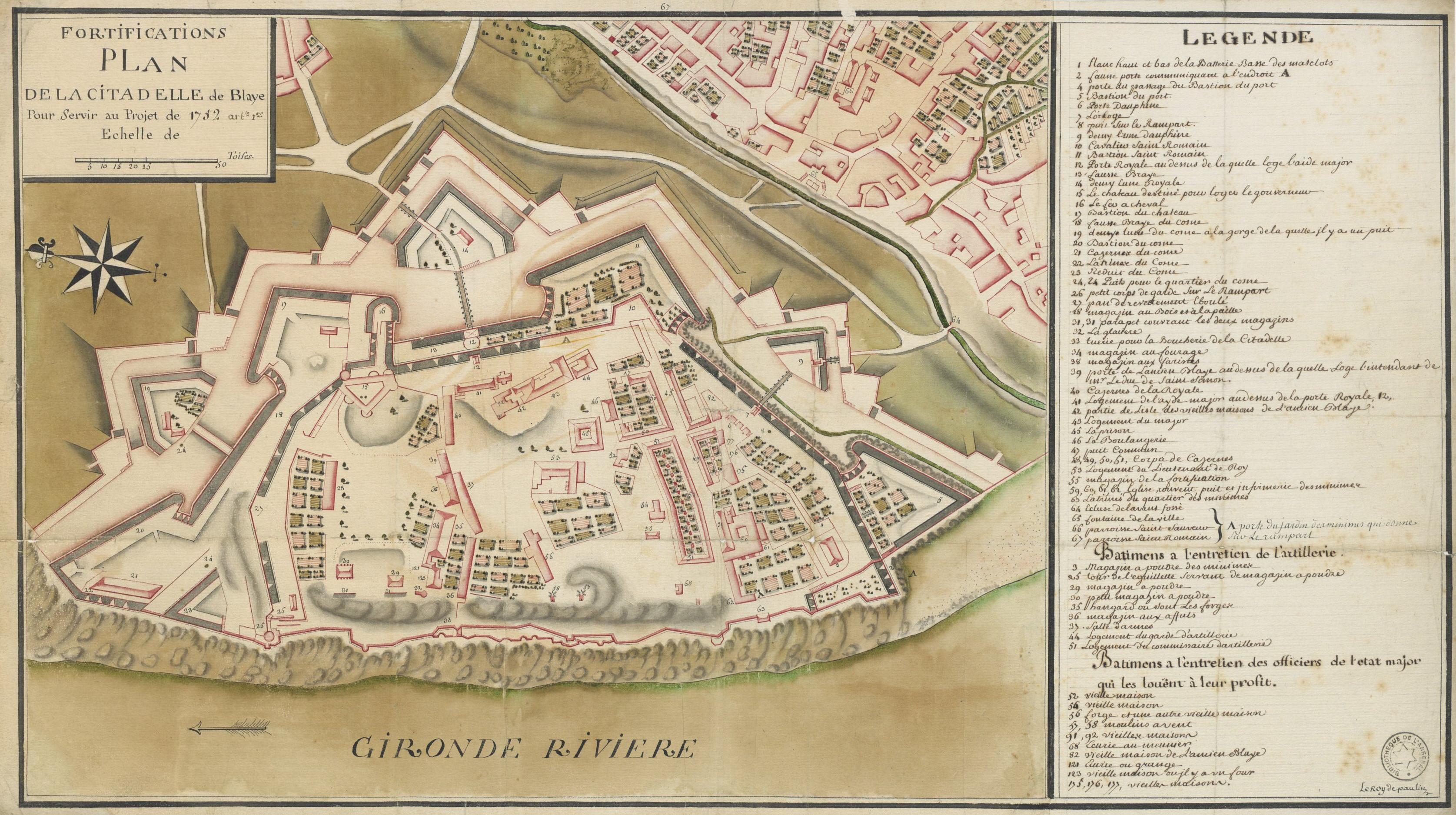
Pianta della cittadella verso il 1750.

L'interno è concepito come una vera e propria città chiusa, che si snoda attorno ad una piazza d'armi, di un convento, che ospitava allora religiosi dell'Ordine dei minimi, e numerose caserme. Molti elementi di una precedente fortificazione medievale sono inseriti nel nuovo complesso, tra i quali il Castello di Rudel (XII secolo), la porta di Liverneuf (XIII secolo) e la Torre dell'Éguilette (XV secolo).
Concepito per costituire una barriera a protezione del porto di Bordeaux, il sistema difensivo è completato dai forti Paté e Médeoc, il primo sito sull'omonima isola ed il secondo sulla riva opposta della Gironda.
Dal 7 luglio 2008 è considerato dall'UNESCO, insieme ad alcune altre fortificazioni di Vauban, Patrimonio dell'umanità e l'11 maggio 2009 è stato classificato Monumento storico di Francia.

## Storia
La presenza di uno sperone roccioso che domina da un'altezza di quasi 45 m la Gironda spiega la primitiva postazione di fortificazioni nel luogo ov'è l'attuale cittadella. Se pare verosimile che il luogo fosse stato già scelto dai romani per erigervi il castrum di Blavia, non è che verso il VII secolo, che è attestata la presenza sul luogo di un castello, che pare sia stata una residenza specifica di re Cariberto II (che fu sepolto nell'antica basilica, oggi in rovina, di San Romano di Blaye). Pochi documenti ci aiutano a conoscere quel che avvenne del castello dopo il 632, anno della morte di Cariberto II: si sa solo che esso era ancora in piedi all'inizio del XII secolo, quando Wulgrin Rudel divenne signore di Blaye. Egli fece demolire quel che ne rimaneva per costruirvene al suo posto un altro più moderno, a difesa della città. Restaurato e rimaneggiato più volte, era ancora in buono stato quando il Vauban decise d'integrarlo nella cittadella che Luigi XIV gli aveva ordinato di costruire.
In effetti, se una prima "campagna" di fortificazioni ebbe luogo a partire dal 1652 sotto la direzione dell'ingegnere militare Blaise François Pagan, la costruzione della Cittadella fu dovuta alla volontà del "Re Sole" di erigere una barriera difensiva contro eventuali attacchi nemici alla città di Bordeaux. La cittadella fu così concepita come parte principale di un trittico difensivo costituito da essa, dal forte Paté, sito sull'omonima isola, e dal forte Médoc, eretto sulla sponda opposta dell'estuario. La costruzione dell'opera venne affidata a François Ferry, sotto la supervisione del Vauban. Il primo era aiutato nel compimento dell'opera da diversi assistenti: dapprima Charles Thuillier, dal 1685 al 1690, poi da Jean-Baptiste Augier, dal 1686 al 1691, ed infine da Pierre Jablier – nipote dello stesso Ferry – dal 1688 al 1705
La costruzione della fortezza procurò diversi sconvolgimenti nella trama urbanistica della città medievale: la gran parte della città venne distrutta per lasciar posto ad un vasto complesso semicircolare di 38 ha, che segue la forma della roccia. Queste trasformazioni radicali non risparmiarono nemmeno l'antica basilica di San Romano, già luogo di pellegrinaggi e necropoli dei re di Aquitania, sulla quale la tradizione popolare vuole che sia stata anche la tomba di Orlando di Blaye, nipote di Carlomagno. Sacrificata alla formazione di uno spalto protettivo, le sue rovine vennero alla luce negli anni sessanta.
Solo qualche elemento dell'antica fortificazione medievale scampò alla distruzione: il castello di Rudel, risparmiato per servire d'alloggio al governatore militare, la porta di Liverneuf (XIII secolo), la Torre dell'Éguilette (XV secolo) e due case del XIII secolo.
Durante la rivoluzione francese un decreto del Comitato di salute pubblica (25 gennaio 1794) dispone che i preti refrattari, in attesa della loro deportazione alla Guyana e provenienti da varie province meridionali della Francia, vengano reclusi nelle segrete dell'antica prigione della Cittadella (l'attuale fabbricato destinato alla manutenzione) invece che nel carcere del forte Paté. Le condizioni di detenzione sono particolarmente grame: alla carenza di nutrimento si aggiungono i soprusi e i maltrattamenti, perpetrati da parte dei carcerieri, che fanno presto soccombere i più deboli. Nell'aprile del 1795 i pochi detenuti rimasti vennero liberati. Nel 1999 l'associazione locale di archeologia ha portato alla luce piccole cappelle ardenti in una delle sale della prigione e certe erano fornite di nicchie per accogliervi i piccoli chierici.
Sotto il Primo Impero la cittadella recupera tutta la sua importanza strategica, da quando navi da guerra inglesi incrociano regolarmente al largo della coste dell'Aquitania e della Charente. Ciò non di meno, l'unico assedio sostenuto dalla piazzaforte ebbe luogo nel 1814, quando l'impero era già agonizzante. Una squadra inglese, comandata dal vice-ammiraglio Charles Penrose, prese posizione all'altezza dell'isola Paté e per dieci giorni la sua squadra cannoneggiò la cittadella, comandata dal capo di battaglione Merle. Costui tenne duro, ma l'abdicazione di Napoleone I e la restaurazione, con l'ascesa al trono di Luigi XVIII, pose termine al conflitto. Dal 1832 al 1833 la cittadella, sotto il comando del generale Thomas Robert Bugeaud, fu luogo d'internamento della duchessa di Berry Carolina di Borbone, imprigionata su ordine del re Luigi Filippo, per aver fomentato la sollevazione realista del 1832 nell'ovest della Francia, con lo scopo di rovesciare la monarchia di luglio e portare al trono il proprio figlio, Enrico d'Artois. (L'8 luglio 1833 la duchessa lasciò Blaye e partì in esilio per Palermo, scortata dallo stesso generale Bugeaud).
Il colpo di Stato del 2 dicembre 1851, effettuato da Luigi Napoleone Bonaparte, generò alcune rivolte nell'ovest della Francia e numerose decine d'insorti furono catturati e imprigionati in celle improvvisate nel sottosuolo dell'ospedale della cittadella. La sovrappopolazione di questi locali e le loro carenze igieniche crearono condizioni del tutto inadatte alla detenzione e quando, nel 1852 una delle detenute impazzì, le altre detenute furono liberate mentre la prima veniva ricoverata in un ospedale psichiatrico; tuttavia i detenuti maschi non godettero della liberazione, ma vennero deportati chi nel bagno penale della Cayenna e chi nelle galere d'Algeria.
Inscritta nell'Inventario supplementare dei monumenti storici di Francia nel 1925, la cittadella pareva minacciata nel corso degli anni trenta. Per consolidare la difesa della Punta di Grave, estremità della penisola di Médoc, il Ministero della Guerra ottenne l'autorizzazione alla demolizione del rivellino del Cône. I lavori ebbero inizio nel 1936, ma dovettero affrontare una mobilitazione contraria di numerose personalità locali, fra le quali si distinguevano il sindaco Édouard Doré ed il viceprefetto Jacques Guillemot. Un giornalista del posto, Paul Raboutet, orchestrò una campagna mediatica su alcuni giornali locali, fra i quali L'illustration e L'avenir blayais et jonzacais: una parte della stampa nazionale riprese la campagna di quest'ultimo e i lavori vennero interrotti poco dopo.  L'anno successivo la cittadella ottenne la classificazione di Monumento storico nazionale.

## Descrizione

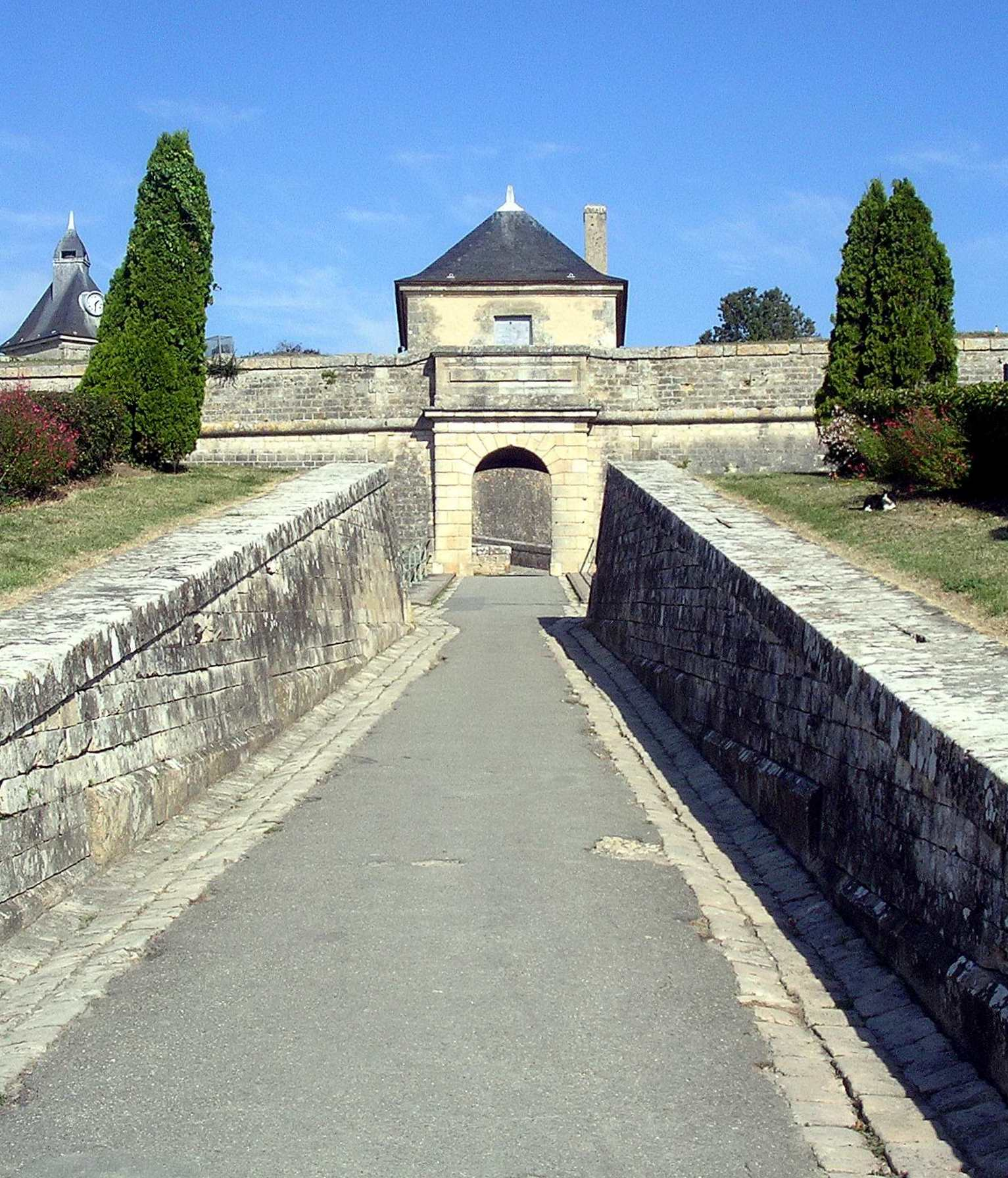
La Porte Dauphine

Nella sua attuale configurazione la cittadella appare come un emiciclo costituito da una cinta a quattro bastioni  e tre pivellini, circondato da profondi fossati e da uno spalto di controscarpa; ad ovest la parete della falesia  strapiombante sulla Gironda rafforza ancor più la fortificazione.  L'erosione naturale tuttavia ha portato ad un piano per la prevenzione dei rischi di movimento del terreno, primo passo verso il consolidamento di questa parte della cittadella.
Ogni bastione è stato progettato in modo tale che in caso di necessità esso possa essere protetto dal tiro incrociato proveniente dai bastioni collaterali, organizzazione tipica delle fortificazioni progettate dal Vauban. Come i cammini di ronda, in ogni bastione sono piantati alberi organizzati in quinconce, struttura concepita per fornire da schermo in caso di attacco nemico.

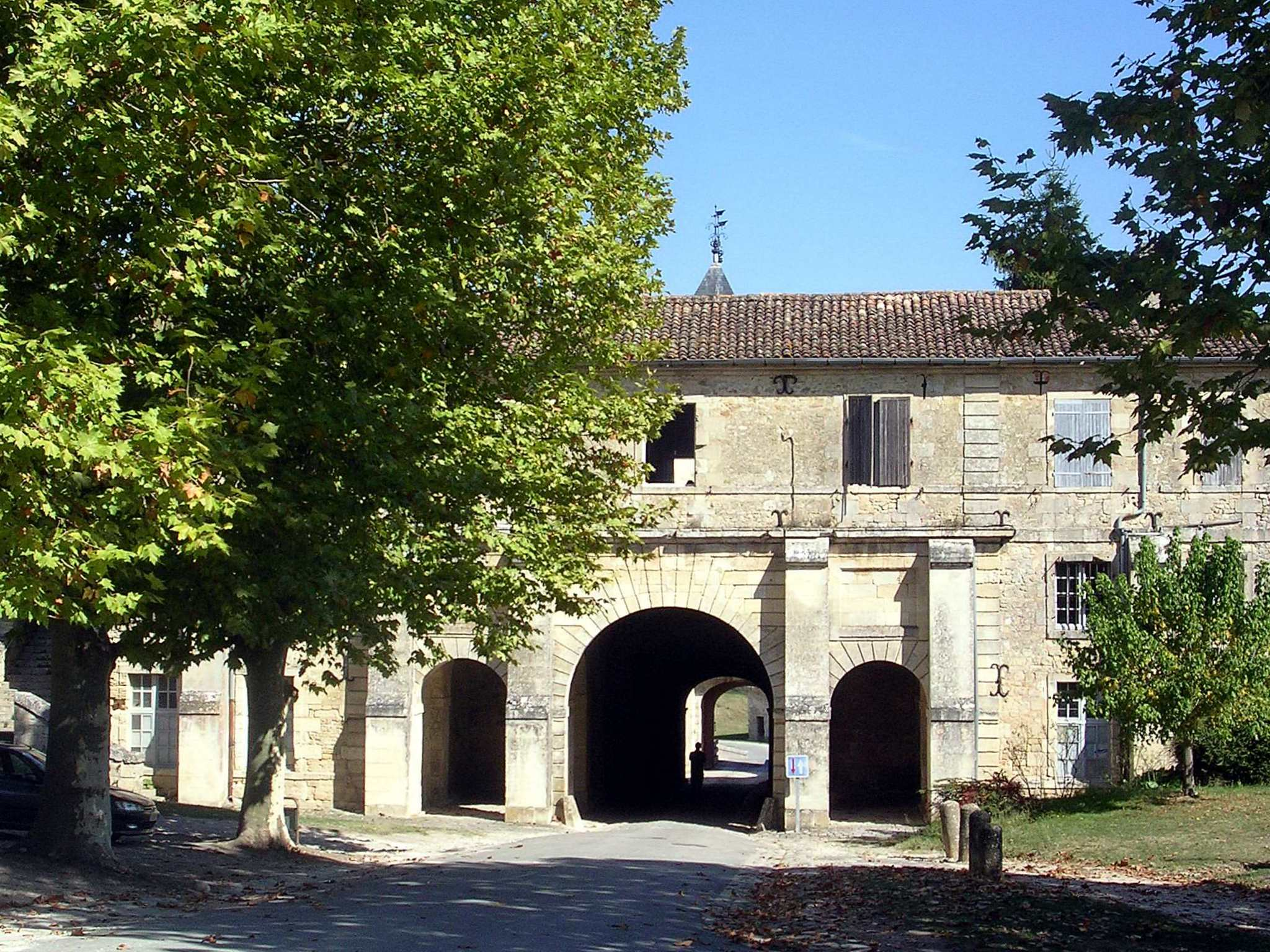
La porte royale vista dall'interno

Procedendo da nord verso sud si trovano i bastioni: bastion des Cônes, bastion du Château, bastion Saint-Romain e il bastion du Port. I pivellini sono concepiti per la protezione dei muri di cortina e gli ingressi alla cittadella, che sono due: la porte royale e la porte dauphine, che sono precedute ciascuna da un ponte fisso in pietra. Esse sono il risultato di una modernizzazione della cittadella che ha avuto luogo nella seconda metà del XVII secolo: quello della porte dauphine è datata 1770, mentre quella della porte royale è successiva di oltre dieci anni. In precedenza, la cittadella è stata dotata di ponti fissi in legno, considerato materiale poco affidabile in caso di attacco.
All'interno la fortezza è configurata come una vera e propria "città-chiusa", intorno alla sua corte. Gli edifici all'interno delle mura della cittadella hanno oggi diverse funzioni: associazioni culturali locali, negozi, botteghe artigiane, ma anche alloggi a basso costo. Numerosi eventi culturali e turistici vengono organizzati in o vicino alla cittadella: così per esempio la Fiera Regionale del Libro o il mercato del vino.
Il castello dei Rudel
L'antica fortezza o castello signori Blaye, i Rudel (XII secolo) si trova all'interno della cittadella di Vauban. Trasformato in alloggio per i governatori militari del luogo, è stato in parte ricostruito nel XVIII secolo. Abbandonato dal 1820, il castello è ora in restauro.
La Porte Royale
Realizzata nel 1685, è uno dei due ingressi alla cittadella. La raffinatezza del suo sistema di difesa è una delle principali realizzazioni del Vauban due ponti fissi, un rivellino, una polveriera e un vestibolo di forma ovoidale, bloccati da due ponti levatoi sono stati progettati per proteggere la porta da possibili velleità nemiche.
La Porte Dauphine
È, con la Porte Royal, uno dei due ingressi alla fortezza. Costruita nel 1689, è preceduta da un ponte fisso e un rivelino, la cui entrata volutamente sfalsata, è stata progettata apposta per evitare l'esposizione al tiro di fila. Non era possibile accedere al ponte, che dopo aver oltrepassato un portale in rovere massello.
Il convento dei Minimi
Il Convento dei Minimi è un complesso monastico costruito durante il regno di re Enrico IV per servire da luogo di culto nel presidio istituito nell'ex roccaforte. Oggi si compone di una chiesa, sconsacrata, affiancata da una tozza torre coronata da una cupola, di edifici monastici e di un chiostro a volte che conserva tracce di decorazione pittorica.
L'ospedale
Lo sviluppo di questo vasto insieme, seminterrato, data dal 1739, come testimonia l'iscrizione su una delle chiavi di volta. Basato su tre livelli, comprende un seminterrato suddiviso in casamatta, una sala per trattamenti al piano terra e una seconda sala al piano primo. L'ospedale conserva le vestigia di un antico barbacane del XIII secolo, demolito nel XVII secolo, la Porte Saint-Romain. Questa era una delle porte della città medievale.

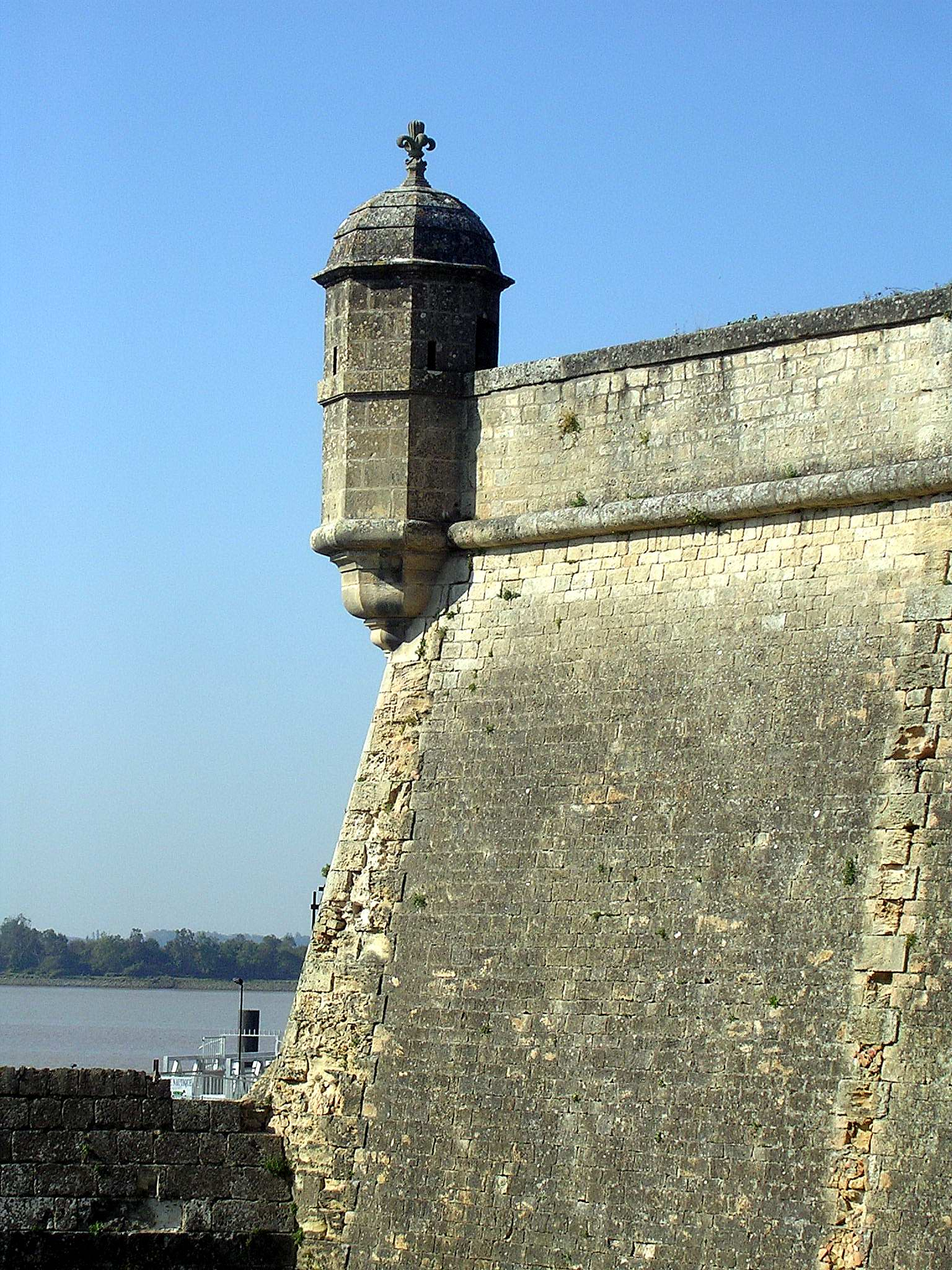
Il bastione dei padri : garitta sormontata da un giglio in pietra, simbolo dei re di Francia

Il bastione dei padri
Il bastione dei padri è uno dei quattro bastioni della cittadella. Chiamato anche "bastione del porto", deve il suo nome al ordine religioso dei minimi, il cui monastero si trovava nelle vicinanze. Rifinito 1689 su progetto del Vauban, è fiancheggiato da garitte in pietra sormontate da gigli. Le terre parapetto sono occupate dal 1974 da un vigneto di 33 ettari denominato "Clos della torre di guardia". Si noti che la parola "torre di guardia" non è appropriato in una fortificazione bastionata, dove si dovrebbe parlare di garitta di pietra.
La Porte Liverneuf
Si tratta di una delle più antiche porte medievali della città vecchia di Blaye-alto, distrutto nel XVII secolo per far posto alla cittadella.Costruita nel XIII secolo, è costituita da una porta ad arco sormontata da una torre bislunga, che venne ampliata nel XVII secolo per servire come alloggio per gli ufficiali.
La manutenzione (Museo Archeologico)
Originariamente concepito come un carcere militare, l'edificio deve la sua esistenza al Governatore Claude Rouvroy, conte di Rasse e poi duca di Saint-Simon. La traccia delle sue arme, martellate durante la Rivoluzione, è ancora visibile sulla parte anteriore. Convertito in locale per la manutenzione e panificio nel 1831, è stato dismesso alla fine della seconda guerra mondiale e recentemente destinato ad accogliere il Museo Archeologico della città.
La sala conserva l'antico panificio a due forni, uno dei quali è stato ricostruito tra il 1907 e il 1915, conserva un cancello di ghisa decorata con motivi vegetali (spighe grano, fuscelli di mughetto, fogliami). Vari strumenti utilizzati per la cernita dei cereali (vaglio a piani, tarara) illustrano le tecniche di molitura di un tempo, e ricordano che una volta la cittadella era dotata di suoi mulini e coltivazioni all'interno del proprio recinto (orti, campetti di grano)
Il museo propriamente detto espone vari oggetti provenienti da scavi archeologici effettuati nel territorio del comune di Blaye: sono quindi messi in evidenza un modiglione, modanature ed elementi della vecchia cappella di San Giovanni, già luogo di culto del castello dei Rudel, un capitello merovingio proveniente dalle rovine della Basilica di San Romano e piatti individuali di varie epoche (vasi medievali, ceramiche Cox, brocche in particolare).
L'edificio ospita anche un museo gestito dal Conservatore dell'Estuario.

## Galleria d'immagini

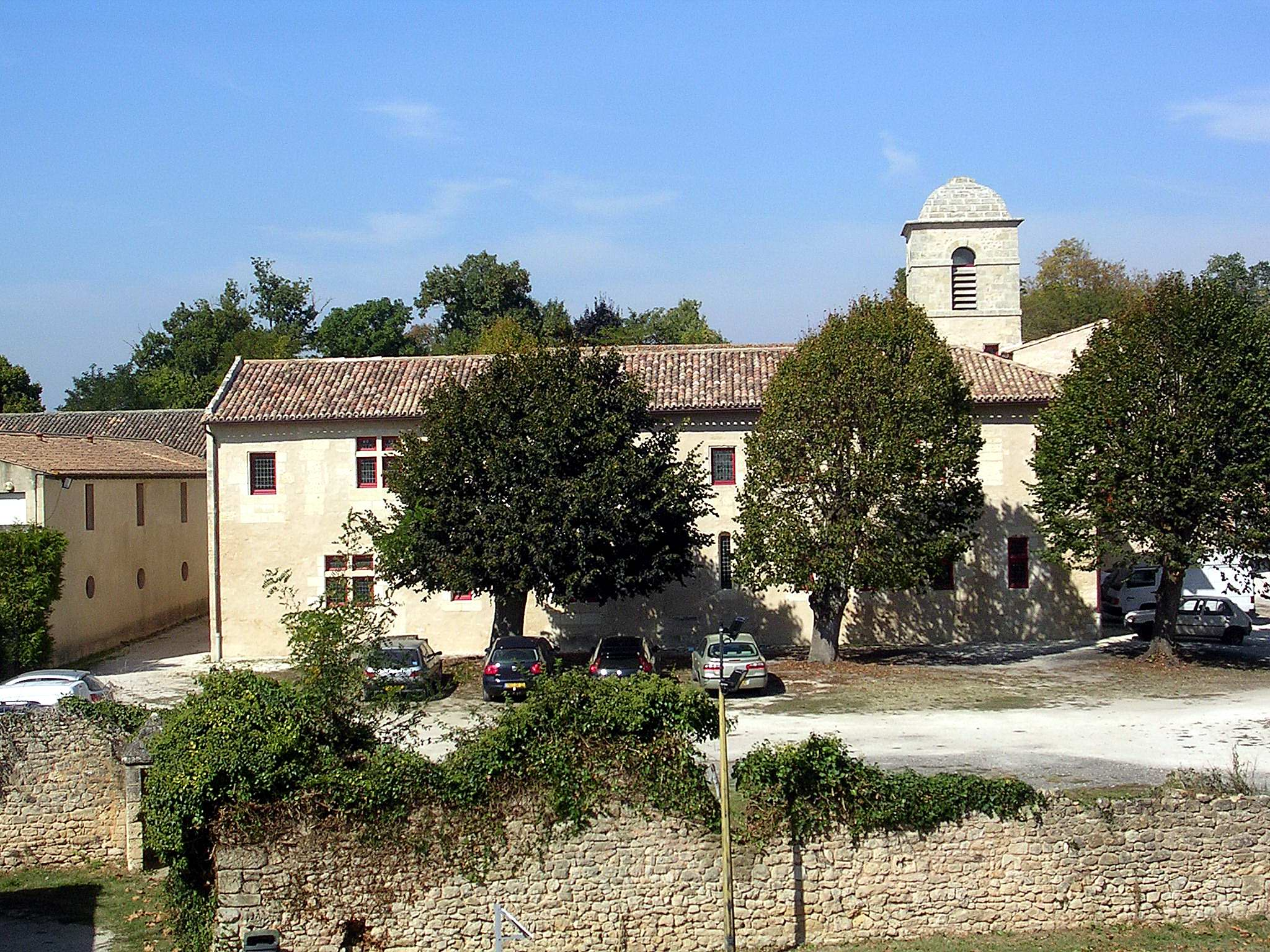
Il convento dei Minimi, veduta generale
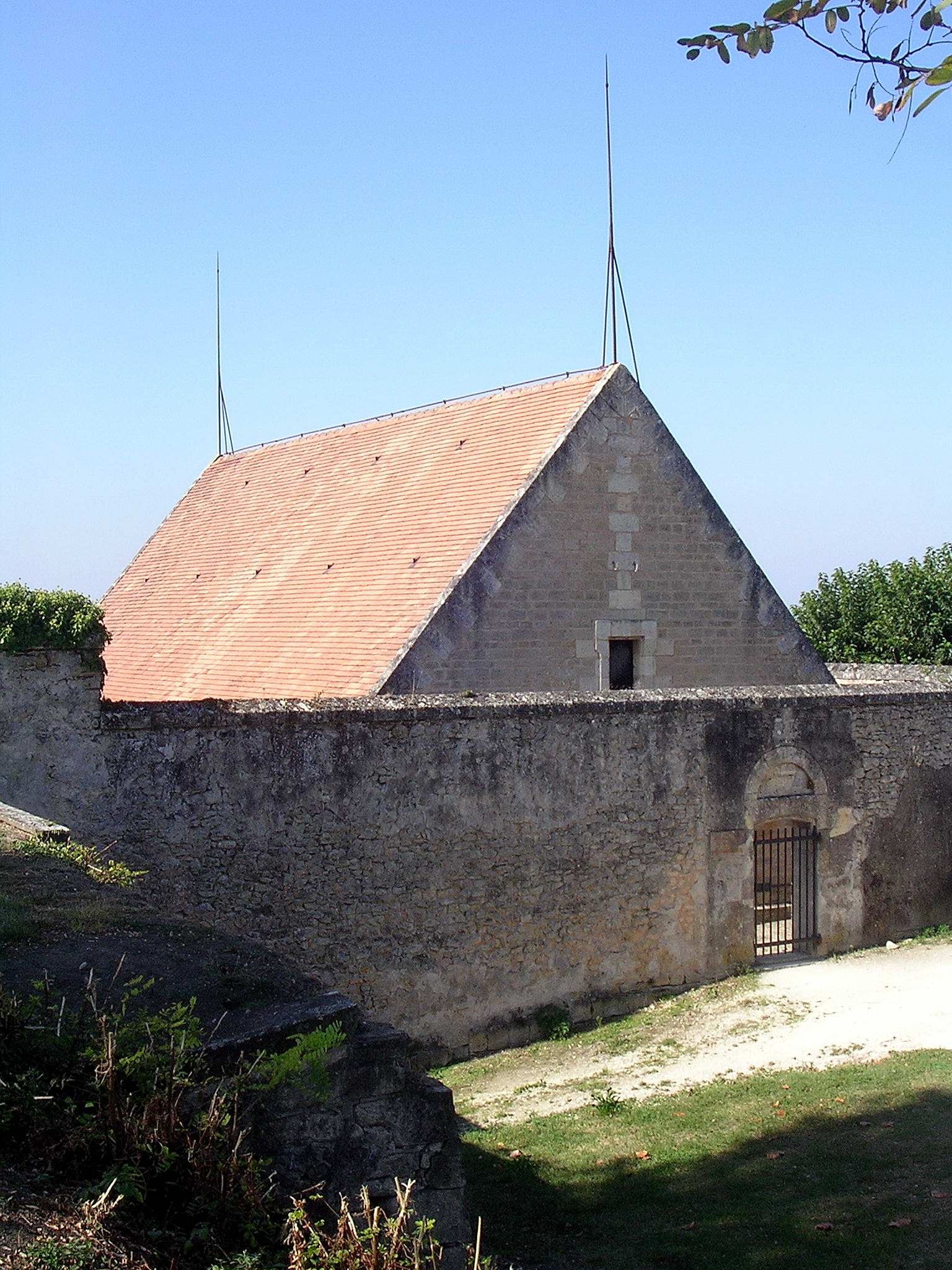
La polveriera
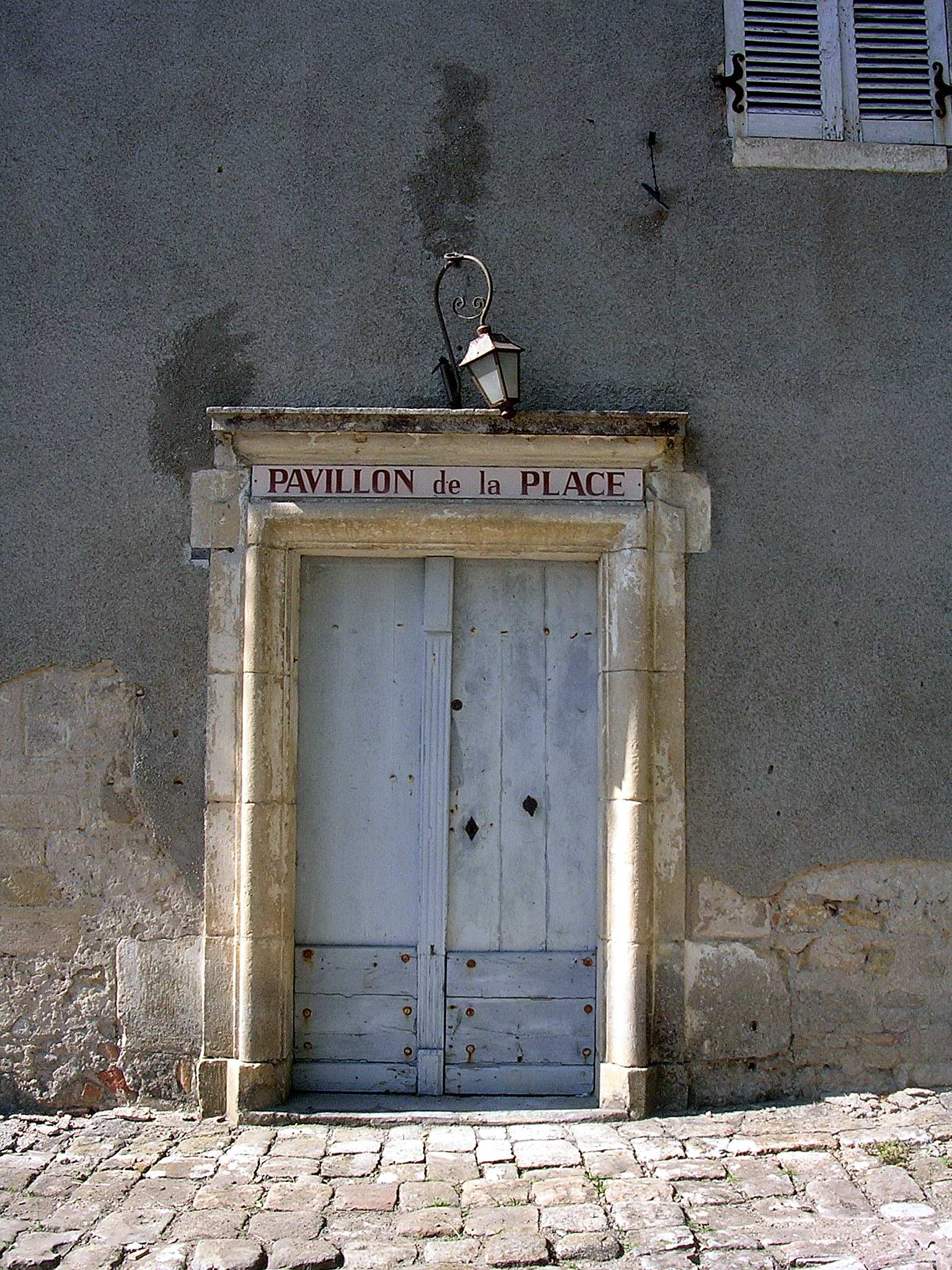
Padiglione
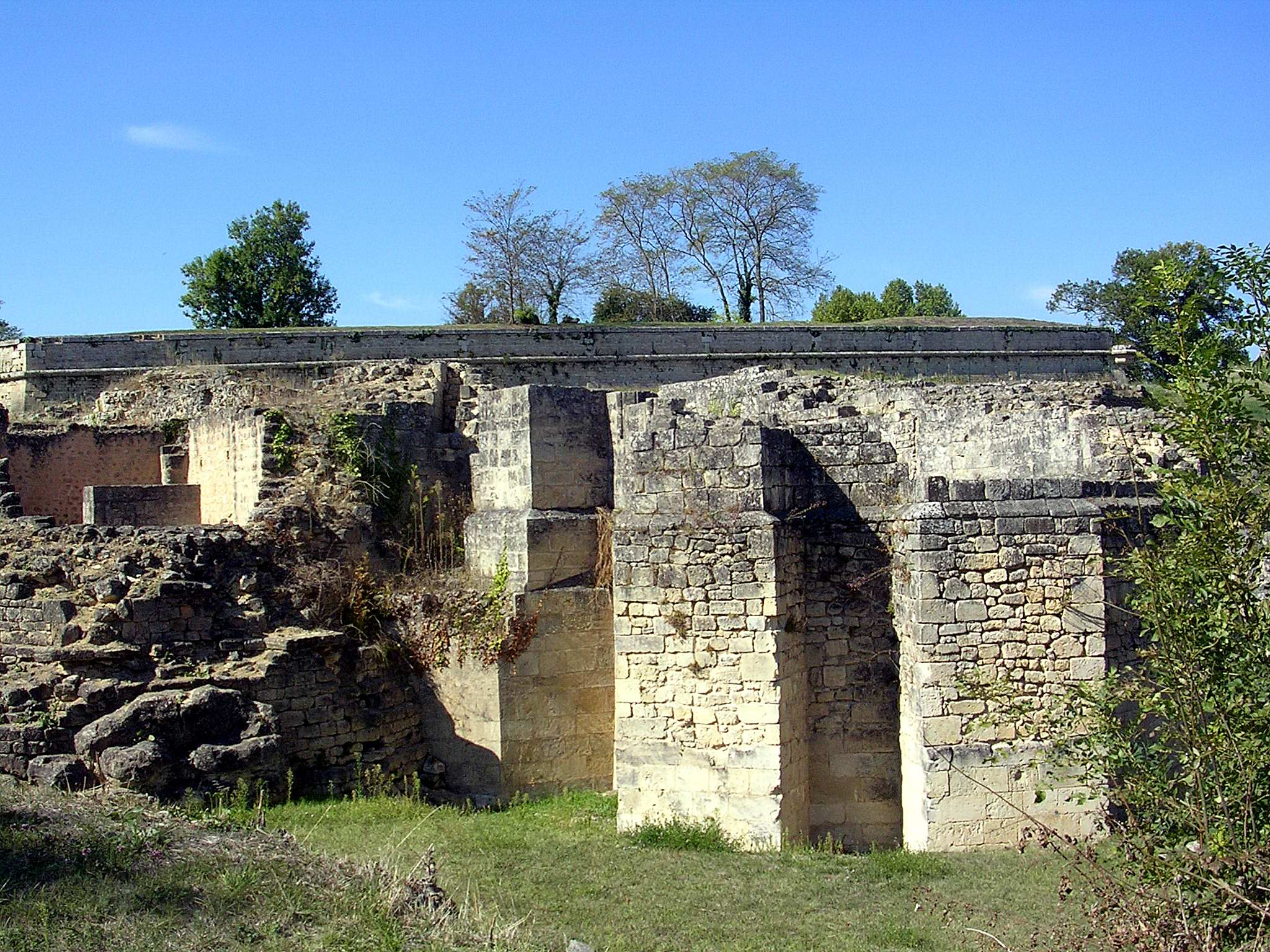
Rovine della basilica San Romano (mura esterne): sito delle tombe di Orlando, dei re d'Aquitania merovingi, di San Romano di Blaye (IV, VIII, XI e XIII secolo)

## Persone legate alla cittadella
Prima del XVII secolo
- Cariberto II, re d'Aquitainia
- Orlando di Blaye,  nipote di Carlomagno, conte di Blaye
- Jaufré Rudel, signore di Blaye e trovatore
- San Romano di Blaye, sacerdote[15][16]

Dopo il XVII secolo
- François Ferry, ingegnere generale delle province e coste di Guyenne, costruttore della cittadella
- Sébastien Le Prestre de Vauban, maresciallo di Francia, progettista delle fortificazioni della cittadella
- François Michel Le Tellier de Louvois, ministro di stato
- Claude de Rouvroy, duca di Saint-Simon, governatore militare
- Louis de Rouvroy, duca de Saint-Simon, autore delle Mémoires
- Luigi XIV, re di Francia
- Carolina di Borbone, imprigionata su ordine del re Luigi Filippo, per aver fomentato la sollevazione realista del 1832 nell'ovest della Francia
- Thomas Robert Bugeaud, generale francese, governatore della cittadella nel 1832